# Emissão beta

Decaimento beta.

A emissão beta, desintegração beta ou decaimento beta é o processo pelo qual um núcleo instável pode transformar-se em outro núcleo mediante a emissão de uma partícula beta, alterando o seu número de prótons e número de nêutrons sem variar o número total de núcleons. A partícula beta pode ser um elétron, escrevendo-se {\displaystyle \beta ^{-}}, ou um pósitron, {\displaystyle \beta ^{+}}. Um terceiro tipo de desintegração é a captura eletrônica. Existem, então, três reações distintas:
Processo geral da desintegração {\displaystyle \beta ^{-}}: um nêutron dá lugar a um próton, um elétron e um antineutrino. Pode-se escrever o {\displaystyle e^{-}} como {\displaystyle \beta ^{-}}.
{\displaystyle \mathrm {n} \rightarrow \mathrm {p} +\mathrm {e} ^{-}+{\bar {\nu }}_{e}}
Processo geral da desintegração {\displaystyle \beta ^{+}}:  um próton dá lugar a um nêutron, a um pósitron e a um neutrino do elétron.
{\displaystyle \mathrm {p} \rightarrow \mathrm {n} +\mathrm {e} ^{+}+{\nu }_{e}}
Processo geral da captura eletrônica: um próton e um elétron formam um nêutron e um neutrino elétron.
{\displaystyle \mathrm {p} +\mathrm {e} ^{-}\rightarrow \mathrm {n} +{\nu }_{e}}